# Progressista exceto pela Palestina
Progressista exceto pela Palestina (também conhecido como PEP, do inglês: Progressive except Palestine) é uma expressão que se refere a indivíduos ou organizações que se descrevem politicamente como progressistas, liberais ou de esquerda, mas que não expressam sentimentos pró-palestinos ou não comentam sobre o conflito israelense-palestino. Os defensores dos direitos palestinos consideram o PEP um tipo de hipocrisia política e um exemplo de antipalestinismo, enquanto os críticos da expressão a consideram uma difamação contra Israel ou contra a esquerda pró-Israel.

## Contexto
A jornalista norte-americana Ruqaiyah Zarook afirma que, embora o uso da expressão seja recente, o fenômeno pode existe há décadas, de acordo com registros dos críticos de sionistas de esquerda. Ela cita os esquerdistas franceses Jean-Paul Sartre e Michel Foucault como os primeiros exemplos do fenômeno PEP, observando sua falta de simpatia pública pelos palestinos; e o acadêmico palestino Edward Said como um dos primeiros críticos do silêncio de Sartre sobre a Palestina. Zarook lista vários políticos progressistas norte-americanos como exemplos de PEP: Ayanna Pressley e Ro Khanna por serem anti-BDS ao votarem contra a Resolução 246 da Câmara, Alexandria Ocasio-Cortez por ser insuficientemente pró-Palestina, Tulsi Gabbard por ficar em silêncio sobre o bombardeio de Gaza por Israel, Beto O'Rourke por ser muito pró-Israel e Kamala Harris por insistir que Israel cumpre os padrões internacionais de direitos humanos.
Em setembro de 2022, a congressista Rashida Tlaib, que é filha de imigrantes palestinos, escreveu em um fórum online: "Quero que todos saibam que, entre os progressistas, ficou claro que não é possível alegar ter valores progressistas e, ainda assim, apoiar o governo de apartheid de Israel. Continuaremos a resistir e a não aceitar que vocês sejam progressistas, exceto em relação à Palestina". Vários políticos democratas e líderes judeus criticaram a posição, alguns deles descrevendo o comentário como antissemita.

## Respostas
Philip Mendes, professor da Universidade Monash, criticou a frase como sendo uma palavra da moda e uma piada que demoniza o Estado de Israel. Andrew E. Harrod, escrevendo para o jornal The Detroit Jewish News, rejeitou o termo como "propaganda anti-Israel" e "ódio a Israel" que está enraizado em mentiras sobre o estado israelense.
David Bernstein, no The Washington Post, afirmou que o PEP se tornou um teste decisivo para a correção política de esquerda, dizendo que os sionistas de esquerda são forçados a escolher entre seu esquerdismo e seu sionismo e que os sionistas judeus de esquerda em particular podem enfrentar acusações de que seu apoio ao sionismo é tribal.